# Ernest Pochon
Pour les articles homonymes, voir Pochon.
Ernest Pochon, né le 28 juillet 1817 à Louhans et mort le 8 août 1885 à Évian-les-Bains, est un artiste peintre français.

## Biographie
Denis Ernest Pochon est le fils d'Eugène Pochon, avocat, président du tribunal civil de Louhans, et de Madeleine Larmagnac. Il est également l'arrière-petit-fils du président du conseil général de Saône-et-Loire Claude Larmagnac et il est cousin au 4e degré avec le Sénateur Joseph Pochon.
Élève d'Adolphe Brune, il expose au Salon de 1848 à 1870,.
Il meurt célibataire à l'âge de 68 ans à Évian-les-Bains.

## Œuvres
- L'offrande à la Vierge, Musée des Ursulines de Mâcon[7].